# Akkavuk-moskee
De Akkavuk-moskee is een moskee zonder minaret in de wijk Akkavuk gelegen in het noorden van de stad Nicosia.
De moskee werd gebouwd in 1902, op de plaats van wat een kleine middeleeuwse kapel of kerk leek te zijn. In 1895 was op de plek een kleinere moskee gebouwd. De apsis van het oorspronkelijke gebouw met een gevormd gebogen raam in 16e-eeuwse stijl is bewaard gebleven, maar al deze sporen zijn nu verwijderd.
De moskee is gemaakt van gehouwen steen (ashlar) en heeft een rechthoekige indeling. Het heeft drie scherpe bogen in de voorgevel en de ruimte tussen de bogen is bij een renovatie afgedekt met glas. Op de zuidelijke muur, tegenover de ingang, bevinden zich een mihrab en een nabijgelegen houten minbar. De moskee had tijdens de Britse bezetting ook een fontein.
De moskee heeft een oppervlakte van 132 m² en biedt plaats aan 188 gelovigen.